# Moulins-sur-Céphons
Moulins-sur-Céphons är en kommun i departementet Indre i regionen Centre-Val de Loire i de centrala delarna av Frankrike. Kommunen ligger i kantonen Levroux som tillhör arrondissementet Châteauroux. År 2022 hade Moulins-sur-Céphons 277 invånare.

## Befolkningsutveckling
Antalet invånare i kommunen Moulins-sur-Céphons
Referens:INSEE